# Ligia Amadio
Ligia Amadio é uma maestrina brasileira. Desde 2023 é regente titular da Orquestra Sinfônica de Minas Gerais, sendo a primeira mulher a ocupar o cargo em quase 50 anos de história da Orquestra.

## Biografia
Atuou como regente titular e diretora artística da Orquestra Sinfônica Nacional (1996 a 2009), da Orquestra Sinfônica da Universidade Nacional de Cuyo, em Mendoza, Argentina (2000 a 2003), da Orquestra Sinfônica Municipal de Campinas (2009), da Orquestra Sinfônica da Universidade de São Paulo (OSUSP - 2009 a 2011) e da Orquesta Filarmónica de Mendoza (2010 a 2014), da Orquestra Filarmônica de Bogotá (2014). 
Iniciou sua formação musical aos cinco anos de idade sob a orientação da professora Maria Cristina da Ponta Fiore. Após haver concluído o curso de Engenharia de Produção na Escola Politécnica da Universidade de São Paulo (USP), em 1985, realizou o Bacharelado em Música, com habilitação em regência, e o mestrado em Artes na Universidade Estadual de Campinas (UNICAMP), sob a orientação do compositor José Antônio Rezende de Almeida Prado. Em 2020, concluiu o Doutorado em Música na UNESP, sob a orientação do Prof. Dr. Nahim Marun. No Brasil, seus principais mentores foram Henrique Gregori, Eleazar de Carvalho, Hans Joachim Koellreutter, Almeida Prado e Lutero Rodrigues.
Sua formação também incluiu importantes cursos internacionais de regência orquestral: Accademia Chigiana (Itália), International Bartók Seminar (Hungria), Wiener Meisterkürse für Musik (Áustria), International Opera Workshop (Chéquia), Peter the Great International Workshop (Rússia), Curso Interamericano para Jovenes Directores de Orquesta (Venezuela), Curso Latino-Americano de Regência Orquestral (São Paulo) e Kirill Kondrashin Masterclass (Países Baixos), onde foi premiada, regendo no Concertgebouw de Amsterdam, a Netherlans Radio Television Symphony Orchestra. Nesses cursos, teve como professores: Ferdinand Leitner, Dominique Rouits, Julius Kalmar, Georg Tintner, Alexander Politshuk, Guillermo Scarabino, Kurt Masur e Sir Edward Downes.